# Паспорт гражданина Китайской Республики

Паспорт гражданина Китайской Республики (Тайвань)

Паспорт Китайской Республики (кит. трад. 中華民國護照, пиньинь Zhōnghuá Mínguó hùzhào) — паспорт гражданина Китайской Республики (КР), широко известной как Тайвань. Паспорт Китайской Республики также называют «тайваньским паспортом». К сентябрю 2020 года примерно 60,87 % тайваньских граждан имеют действительный паспорт.
Паспорт Китайской Республики был китайским официальным паспортом до 1949 года. Самая ранняя версия паспорта Китайской Республики, которую можно проверить, — это та, что была выпущена правительством в 1919 году. Текущая версия паспорта восходит к прототипу, опубликованному в 1929 году Гоминьданом под руководством Националистического правительства (1927—1948), базирующегося в Нанкине. После поражения Гоминьдана во время Гражданской войны в Китае, юрисдикция правительства Китайской Республики была фактически ограничена районом Тайваня, что делало его действительным проездным документом, выдаваемым только на Тайване. Все паспорта, выпущенные на Тайване с 2008 года, являются биометрическими.
Паспорт Китайской Республики является одним из пяти паспортов с самым высоким рейтингом в мире с 2006 года с точки зрения количества стран, которые его владельцы могут посетить без визы. По состоянию на сентябрь 2020 года владельцы обычных паспортов Китайской Республики (для граждан Китайской Республики с регистрацией домохозяйства в районе Тайваня, которые, следовательно, обладают правом проживания на Тайване, а также правом на получение национального удостоверения личности) имели безвизовый режим или виза по прибытии для доступа в 149 стран и территорий, с дополнительными 20 странами, имеющими право на предоставление eVisas, в рейтинге Китайской Республики Паспорт (Тайвань) занимает 32-е место в мире по свободе передвижения (вместе с паспортами Маврикия и Сент-Винсента и Гренадин), согласно Henley Passport Index 2020.